# Tísňové volání (film, 2018)
Tísňové volání, v dánském originálu Den skyldige, je dánský dramatický kriminální thriller z roku 2018. Film režíroval a scénář k němu napsal Gustav Möller, pro něhož se jednalo o režisérský i scenáristický debut. Film získal finanční podporu v rámci programu New Danish Screen. Snímku se v kinech co do návštěvnosti dařilo, od kritiků získal dobré recenze a řadu ocenění na mezinárodních filmových festivalech, včetně Ceny diváků na festivalu Sundance ve Spojených státech amerických. Dále byl nominován jako dánský kandidát na Oscara za nejlepší cizojazyčný film roku 2018, ale nedostal se do finálních nominací. Na předávání filmových cen Robert 2019 získal několik ocenění, včetně ceny pro dánský celovečerní film roku.
Děj filmu se odehrává v centru tísňového volání a hlavní roli policisty Asgera Holma, který přijímá tísňová volání, ztvárnil Jakob Cedergren. Drama se odehrává z velké části pouze prostřednictvím telefonátů Asgera Holma.
Film měl v Dánsku premiéru 14. června 2018 a v Česku dne 12. července 2018.

## Obsazení
| Jakob Cedergren       | Asger Holm                |
| Jessica Dinnage       | Iben Østergård (hlas)     |
| Omar Shargawi         | Rashid (hlas)             |
| Johan Olsen           | Michael Berg (hlas)       |
| Katinka Evers-Jahnsen | Mathilde Østergård (hlas) |
| Jacob Lohmann         | Bo (hlas)                 |
| Simon Bennebjerg      | Nikolaj Jensen (hlas)     |
| Laura Bro             | Tanja Brix (hlas)         |
| Morten Thunbo         | Torben (hlas)             |

## Vznik filmu
U zrodu filmu stál klip na YouTube, v němž unesená žena volá na tísňovou linku, zatímco její únosce sedí opodál. Möllera zaujalo, kolik toho záznam hlasu dokáže sdělit sám o sobě bez vizuálního doprovodu. „Již během poslouchání zvuku jsem měl jsem pocit, že vidím obrazy“, řekl. „Měl jsem pocit, že jsem tu ženu viděl; měl jsem představu o autě, ve kterém seděla, a o silnici, po které jeli.“ Dalším podnětem byl díl podcastu Serial o vraždě studentky z Marylandu z roku 1999. „S každým dílem jsem získával nové informace o zúčastněných osobách, místech a událostech. S každou dílem se moje vnímání těchto lidí měnilo.“ Möller a spoluautor scénáře Emil Nygaard Albertsen navázali průzkumem na dánských dispečincích. V této fázi vznikly postavy filmu, a také nápad, že hlavní postavou je vyšetřovaný policista, který byl přeřazen z terénu na služebnu.
Výzkum terénu také inspiroval vzhled filmové místnosti. „Když jsem se dostal na první dispečink, očekával jsem něco mnohem technicky vyspělejšího,“ sdělil Möller. „A pak jsem uviděl tuhle místnost, která vypadala jako zasraná kancelář, a to se mi líbilo. Líbil se mi ten kontrast, že ti policisté řeší život a smrt a sedí v téhle nudné, trochu špinavé místnosti. Takže přesně tak jsem chtěl, aby to vypadalo i ve filmu.“
Omezení filmu na policejní dispečink pomohlo omezit rozpočet na 500 000 eur a zároveň donutilo tvůrce pracovat kreativněji. Po premiéře filmu chodily Möllerovi žádosti o práva na remake z celého světa, ale on odmítl osobní účast na jakémkoli z nich a raději se věnoval novým projektům.

## Ocenění a nominace
| Ocenění                            | Datum              | Kategorie                        | Nominovaní      | Výsledek  |
| ---------------------------------- | ------------------ | -------------------------------- | --------------- | --------- |
| Austin Film Critics Association    | 7. ledna 2019      | Nejlepší cizojazyčný film        |                 | nominace  |
| ceny Bodil                         | 2. března 2019     | Nejlepší dánský film             | Gustav Möller   | nominace  |
| ceny Bodil                         | 2. března 2019     | Nejlepší herec                   | Jakob Cedergren | vítězství |
| ceny Bodil                         | 2. března 2019     | Blockbuster Talent               | Gustav Möller   | vítězství |
| National Board of Review           | 27. listopadu 2018 | Nejlepších 5 cizojazyčných filmů |                 | vítězství |
| Satellite Award                    | 17. února 2019     | Nejlepší cizojazyčný film        |                 | nominace  |
| St. Louis Film Critics Association | 16. prosince 2018  | Nejlepší cizojazyčný film        |                 | nominace  |
| ceny Robert                        | únor 2019          | Nejlepší dánský film             | Gustav Möller   | vítězství |
| ceny Robert                        | únor 2019          | Nejlepší herec                   | Jakob Cedergren | vítězství |
| ceny Robert                        | únor 2019          | Nejlepší režie                   | Gustav Möller   | vítězství |

## Remake
V roce 2018 bylo oznámeno, že společnost Nine Stories a Jake Gyllenhaal koupili americká práva na film Viník (The Guilty) s Gyllenhaalem v hlavní roli. V roce 2020 bylo oznámeno, že film bude režírovat Antoine Fuqua a scénář adaptuje Nic Pizzolatto. Bylo uvedeno, že se film bude natáčet v listopadu téhož roku na jednom místě v Los Angeles. V září 2020 získala společnost Netflix celosvětová distribuční práva na film za 30 milionů dolarů a bylo oznámeno, že se na filmu budou podílet herci Peter Sarsgaard, Ethan Hawke a Riley Keough.